# Carybdea
Carybdea is een geslacht van kwallen uit de familie van de Carybdeidae.

## Soorten
- Carybdea marsupialis (Linnaeus, 1758)
- Carybdea arborifera Maas, 1897
- Carybdea branchi Gershwin & Gibbons, 2009
- Carybdea brevipedalia Kishinouyea, 1891
- Carybdea morandinii Straehler-Pohl & Jarms, 2011
- Carybdea murrayana Haeckel, 1880
- Carybdea rastonii Haacke, 1886
- Carybdea xaymacana Conant, 1897